# Convivio

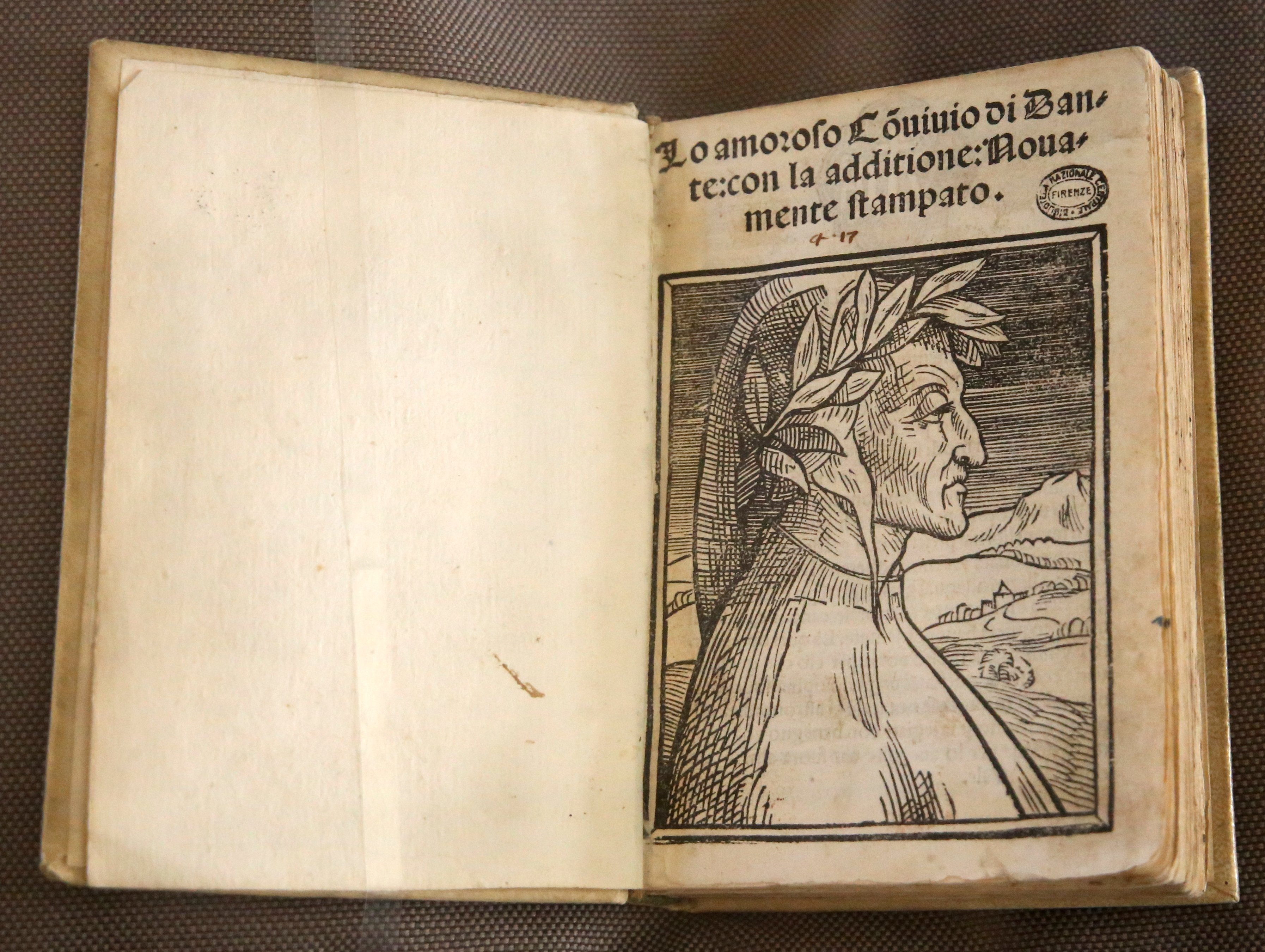
Tekst z traktatem z 1521 roku

Convivio (pl. "Biesiada") – nieukończony traktat filozoficzny Dantego Alighieri, napisany między 1307 a 1309 rokiem, napisany w języku włoskim i mający w założeniu służyć propagowaniu wiedzy, również wśród osób nieznających łaciny i słabiej wykształconych.
W zamyśle autora Convivio miało się składać z 15 ksiąg – wstępu oraz 14 kancon z dołączonym komentarzem. Powstały jednak zaledwie 4 księgi – wstępna oraz trzy kancony z komentarzem: Voi che intendendo il terzo ciel movente ("Wy, którzy rozumiejąc, poruszacie niebo"), Amor che nella mente mi ragiona ("Miłość, która dyskutuje w mym umyśle") oraz Le dolci rime d'amor ch'io solia ("Słodkie rymy miłosne, które mam w zwyczaju").
Convivio porusza temat języka włoskiego i jego możliwości jako języka nauki i literatury, potencjału tkwiącego w ludzkim rozumie, kwestie podziału na władzę cesarską i papieską, zagadnienia teorii literatury, najważniejszych cnót człowieka, ideału państwa oraz kwestie piękna.
Nie wiadomo dlaczego Dante nie dokończył utworu; być może poczuł się znużony formą traktatu, może też przeczuwał, że poruszył wszystkie interesujące go kwestie i w dalszych rozdziałach skazany byłby na powtórzenia, może też do pisania dzieła związanego z filozofią zniechęcił się z powodu głębszego zainteresowania wiarą i mistycyzmem, związanym z tworzeniem Boskiej komedii.
Dzieło zawiera elementy zapowiadające humanizm – szacunek dla rozumu i wiedzy oraz kultury starożytnej.